# روحي طعمة
روحي طعمة كاتب وروائي وشاعر لبناني كتب الشعر النثري بالعربية الفصحى، وكذلك باللهجة العامية اللبنانية، كما كتب الزجل، والشعر الغنائي، وكتب كلمات الأغاني لعدد من المطربين اللبنانيين والعرب من بينهم المطربة اللبنانية مشلين خليفة، والمطرب السوري إلياس كرم، والمطرب اللبناني وائل كفوري. إلى جانب ولعه بالشعر، كتب روحي طعمة أيضا الرواية والقصة القصيرة، وعمل كمدقق لغوي لعدد من الروايات والأعمال المترجمة، خاصة روايات الكاتب البرازيلي باولو كويلو المترجمة إلى العربية.

## مؤلفاته
ألف روحي طعمة العديد من المؤلفات التي تنوعت ما بين الرواية، والمجموعات القصصية، والدواوين الشعرية، إلى جانب مساهمته بالتدقيق اللغوي لعدة أعمال أدبية مترجمة من إلى العربية، وفيما يلي بعضا من أهم أعماله المؤلفة والتي ساهم في تدقيقها اللغوي:

### المؤلفات
- الموت واللحظة العارية (شعر): صدر عام 1981.
- تماثيل امرأة من خمر وعصيان (شعر): صدر عام 1991.
- قصائد عارية (شعر): صدر عام 1995.
- ريحة ثيابك (شعر): صدر عام 1997.
- هيدي فرصتك (شعر): صدر عام 2000.
- امرأة للشتاء المقبل (مجموعة قصصية): صدرت عام 2010 عن شركة المطبوعات للتوزيع والنشر ببيروت.[1]
- لا أحد يفهم ما يدور الآن (شعر): صدر عام 2001 عن شركة المطبوعات للتوزيع والنشر ببيروت.[2]
- اعترافات خرّيجة السوربون (رواية): صدرت عام 2013 عن شركة المطبوعات للنشر والتوزيع ببيروت.[3]

### التدقيق اللغوي
- الجبل الخامس (رواية): رواية الكاتب البرازيلي باولو كويلو، وصدرت نسختها المترجمة إلى العربية من ترجمة رنا الصيفي عام 2003 عن شركة المطبوعات للتوزيع والنشر ببيروت.[4]
- على نهر بييدرا هناك جلست فبكيت (رواية): رواية الكاتب البرازيلي باولو كويلو، وصدرت نسختها المترجمة إلى العربية من ترجمة رنا الصيفي عام 2003 عن شركة المطبوعات للتوزيع والنشر ببيروت.[5]
- فيرونيكا تقرر ان تموت (رواية): رواية الكاتب البرازيلي باولو كويلو، وصدرت نسختها المترجمة إلى العربية من ترجمة رنا الصيفي عام 2004 عن دار الهلال للطباعة والنشر والتوزيع بالقاهرة.[6]
- الخيميائي (رواية): رواية الكاتب البرازيلي باولو كويلو الصادرة عام 1988، وصدرت نسختها المترجمة إلى العربية من ترجمة جواد صيداوي عن شركة المطبوعات للتوزيع والنشر ببيروت.[7]
- الزهير (رواية): رواية الكاتب البرازيلي باولو كويلو، وصدرت نسختها المترجمة إلى العربية من ترجمة رنا الصيفي عام 2005 عن شركة المطبوعات للتوزيع والنشر ببيروت.[8]
- الجاسوسة (رواية): رواية الكاتب البرازيلي باولو كويلو، وصدرت نسختها المترجمة إلى العربية من ترجمة رنا الصيفي عام 2017 عن شركة المطبوعات للتوزيع والنشر ببيروت.[9]